# سوابق شغلی
سوابق شغلی، حرفه یا پیشه (به انگلیسی: Career)، به همه کارها و نقش‌های یک فرد در زندگانی اشاره دارد و به معنای راه پیشرفت زندگی یک فرد می‌باشد.
همچنین به پیشه‌ای که برای مدت قابل توجهی از زندگی یک فرد پذیرفته شده و دارای فرصت پیشرفت است گفته می‌شود. به‌علاوه می‌تواند به‌عنوان کار یک فرد در درازای زندگی یا آینده شغلی او در نظر گرفته شود.